# 海约凯赖斯图尔
海约凯赖斯图尔，是匈牙利包尔绍德-奥包乌伊-曾普伦州所辖的一个村。总面积10.28平方公里，总人口1002，人口密度97.5人/平方公里（2011年1月1日）。